# Elektronische Nase

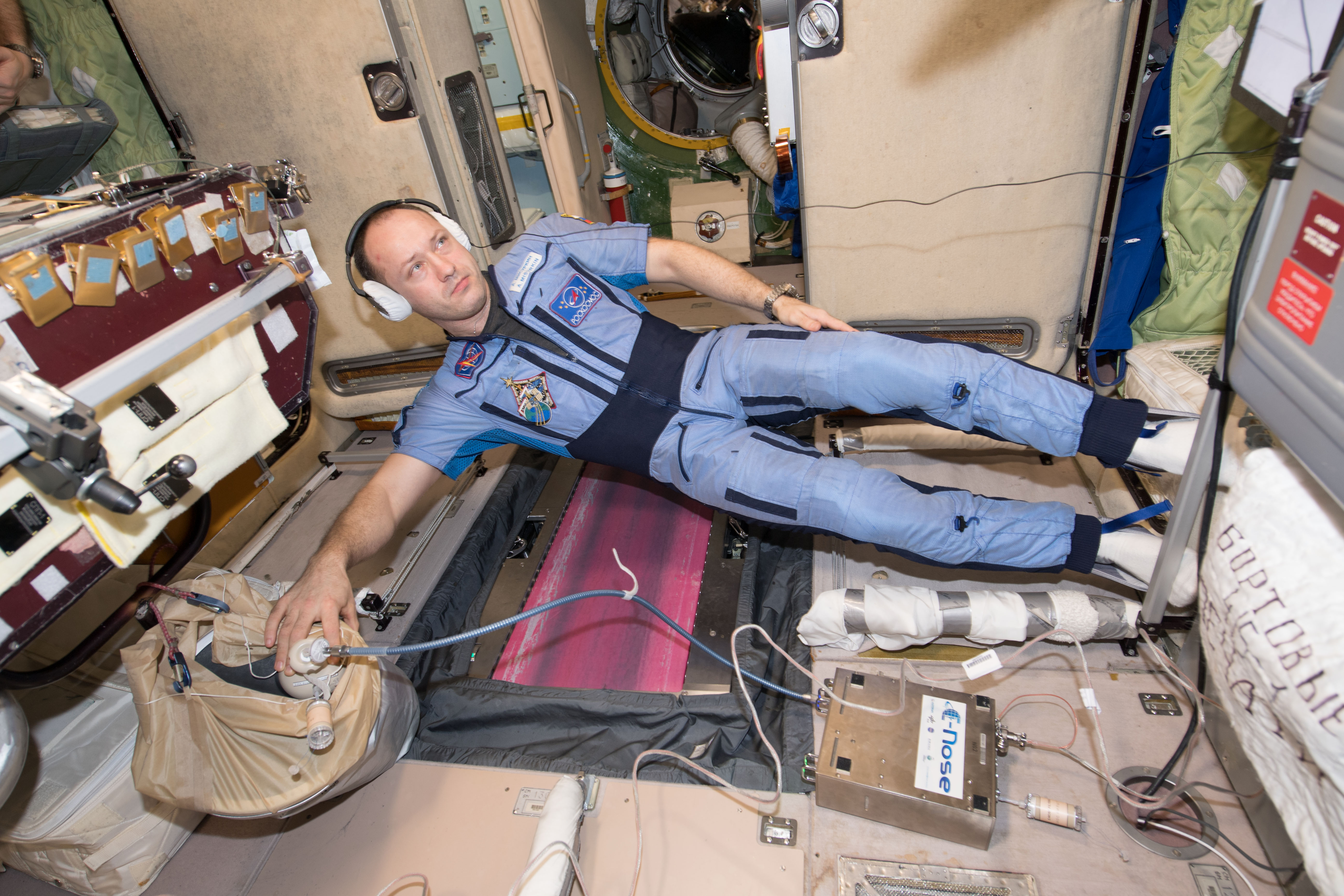
Alexander Alexandrowitsch Missurkin mit einer elektronischen Nase an Bord der ISS

Eine Elektronische Nase ist ein technisches System zur Messung von Gerüchen. Zu diesem Zweck erzeugen mikroelektronische Gassensoren elektronische Signale. Der Begriff Elektronische Nase vereint damit das „Erkennen“ von Gerüchen mit der technischen Durchführung mit elektronischen Sensoren. Dabei ist zu beachten, dass es im eigentlichen Sinne keine Elektronische Nase geben kann, da Gerüche durch das Gehirn interpretiert werden müssen, das technische Messsystem dagegen nur Daten zu Gaskonzentrationen, sowohl der geruchlosen wie der geruchsaktiven Gase, liefert.

## Biologischer Hintergrund
Die Inspiration zur Elektronischen Nase stammt vom biologischen Vorbild, dem Riechsystem. Sehr vereinfacht besteht das Riechsystem aus Riechzellen in der Nase, die von Geruchsstoffen aktiviert werden. Etwa 350 verschiedene Typen von Riechzellen sind beim Menschen aktiv, von jedem Typus sind mehrere 10.000 in der Riechschleimhaut vorhanden. Die Signale der zueinandergehörigen Riechzellentypen werden auf Mitralzellen im Riechkolben, einem Teil des Gehirns, zusammengefasst. Die dort entstehenden Signale werden vor allem auch durch das limbische System verarbeitet, wo auch die starke emotionale Verknüpfung des Geruchssinnes herrührt. Der Wahrnehmungseindruck eines Geruchs ist erst die letzte Stufe der Wirkung von Geruchsstoffen auf die Riechzellen.
Im menschlichen Geruchssinn sind die Erfahrungen der Evolution abgebildet. Wie alle anderen Sinne liefert der Geruchssinn überlebensnotwendige Daten der Umwelt. Um Nahrung zu finden, müssen deren spezifische Gaskomponenten empfindlich detektiert werden. Für Reifegerüche und Lebensmittelaromen ist der Geruchssinn daher besonders empfindlich. Analoges gilt für Gerüche von Gefahren (Gifte) und solche, die mit sozialen Funktionen zusammenhängen. So hat jeder Mensch einen ganz spezifischen Eigengeruch, der genetisch kodiert ist. Den technischen Messsystemen fehlen diese evolutionären Gegebenheiten. Chemisch Ähnliches wird mit vergleichbarer Signalstärke detektiert. Auch geruchlose Gase, wie Methan (CH4), Kohlendioxid (CO2) oder Kohlenmonoxid (CO), werden gemessen.
Anstelle der Riechzellen werden bei der Elektronischen Nase verschiedene Gassensoren eingesetzt. Sie decken einen möglichst großen Bereich der gasförmigen Verbindungen in der Luft ab. Nicht die Messung einzelner Gaskomponenten ist beabsichtigt, sondern eher eine messtechnische Abbildung der Zusammensetzung der Luftprobe. Tatsächlich ist die Analogie der Elektronischen Nase zum Sehen zutreffender. Die drei Farbkanäle des Gesichtssinnes erzeugen im Wahrnehmungsprozess mit den drei zugehörigen Intensitäten das farbige Abbild der Welt. Die wenigen Gassensoren einer Elektronischen Nase (von etwa 6 bis 40) erzeugen ebenso ein Abbild der gemessenen Luftprobe. Dieses Abbild kann mit zusätzlich gemessenen Parametern verbunden werden, im Fall der Geruchsmessung mit der über die Olfaktometrie humansensorisch gemessenen Geruchsstoffkonzentration.

## Technik
Eine typische Elektronische Nase besteht aus einer Anzahl von Gassensoren, deren Signale durch mathematische Methoden im Sinne einer Mustererkennung verarbeitet werden. Als Muster ist hier das Verhältnis der Signalstärken der einzelnen Sensoren zueinander gemeint, die man sich als geometrisches Muster in der Auftragung um einen gemeinsamen Mittelpunkt herum (Radarplot) als Stern mit unterschiedlich langen Strahlen vorstellen kann. In der Praxis werden allerdings abstraktere mathematische Methoden verwendet, etwa die Hauptkomponentenanalyse, mit denen die Musterinformation auf eine zweidimensionale Ebene abgebildet werden, in der die Musterähnlichkeit sich in abgegrenzten Bereichen darstellt.
Technische Gassensoren funktionieren nicht wie Riechzellen. In Riechzellen sind Rezeptormoleküle enthalten, die sehr spezifisch mit wenigen Gasen wechselwirken und so ein Nervensignal erzeugen. Zugleich findet eine hohe Signalverstärkung statt, sodass wenige Gasmoleküle, d. h. sehr niedrige Konzentrationen, zur Aktivierung einer Riechzelle ausreichen. Eine Anzahl verschiedener technischer Sensoren wird in Elektronischen Nasen eingesetzt. Die Hauptvertreter sind:
- Sensoren auf der Basis halbleitender Metalloxiden, abgekürzt MOX-Sensoren
- Sensoren mit elektrisch leitenden Polymeren, unterschieden in selbständig (intrinsisch) leitende Polymere und in solche, denen eine leitende Komponente wie Graphit beigemengt wurde.
- Sensoren, die einen Masseneffekt verwerten, mit den zwei Gruppen der Schwingquarz-Sensoren (QMB/QCM-Sensoren) und der Oberflächenwellen-Sensoren (SAW-Sensoren).

Jeder dieser Sensorentypen hat seine messtechnischen Besonderheiten. Insbesondere unterscheidet sich der chemische Bereich der gemessenen Gase. MOS-Sensoren messen bevorzugt niedermolekulare oxidierbare Gase, mit leitenden Polymeren werden polare Gaskomponenten gut gemessen, massensensitive Sensoren messen höhermolekulare Stoffe bevorzugt. In der technischen Anwendung ist aber insbesondere die Messstabilität der Sensoren über längere Zeiträume ein entscheidender Parameter, da die Kalibrierungsinformation erhalten werden muss. Je nach dem Wirkungsprinzip der Sensoren und der spezifischen Anwendung müssen daher Maßnahmen zum Schutz und zur Kontrolle der Sensoren vorgesehen werden.
Die in Elektronischen Nasen verwendeten Gassensoren sind häufig in Form von speziell gruppierten, zum Teil auf einem einzelnen Mikrochip aufgebrachten Gassensoren aufgebaut. Man spricht hier von Sensor-Arrays oder Chemosensor-Arrays. Anstelle der Bezeichnung Elektronische Nase wird daher häufig auch von Chemosensor-Arrays gesprochen.

## Geruchsmessung mit Elektronischen Nasen
Das Messsystem der Elektronischen Nase ist nicht per Konzeption ein Geruchsmesssystem. Dafür sind die Unterschiede zum biologischen Geruchssinn zu groß, dessen deutlichster die Mitmessung auch völlig geruchloser Gase durch die breitbandigen Gassensoren ist. Allerdings kann in vielen Anwendungsfällen mit einer stimmigen Methodik und einer Kalibrierung über olfaktometrische Messungen ein chemosensorisches Messsystem zu einer Elektronischen Nase gemacht werden.

## Das Referenzproblem der Elektronischen Nasen
Um Geruchsmessungen mit Gasmesssystemen durchzuführen, werden Referenzdaten zum Geruch benötigt. Die genormte Messtechnik ist die Olfaktometrie nach der europäischen Norm EN 13725. Mit diesem Messverfahren wird die Geruchsstoffkonzentration gemessen, die angibt, wie stark eine Geruchsprobe verdünnt werden muss, bis sie für einen durchschnittlichen Riecher geruchlos wird. Eine Probe von 3000 GE/m3 muss demnach im Verhältnis 1:3.000 verdünnt werden. Es zeigt sich, dass das olfaktometrische Messverfahren nur einen sehr unsicheren Messwert liefert. Die Schwankungen bei mehrmaliger Messung oder beim Vergleich mehrerer Labore untereinander sind sehr groß. Die Messunsicherheit liegt zwischen dem Vierfachen und dem Viertel eines Messwertes. Ein Messwert von 1000 GE/m3 hat ein Messunsicherheitsintervall von 250 bis zu 4000 GE/m3. Die Asymmetrie liegt an der eigentlich logarithmischen Natur des Messwertes.
Für die Kalibrierung von elektronischen Geruchsmesssystemen hat diese Messunsicherheit des Referenzmessverfahrens große Bedeutung. Bei der mathematischen Modellbildung muss dieser Effekt berücksichtigt werden.

## Anwendungen der Elektronischen Nase
Elektronische Nasen sind geeignet, kontinuierlich Geruchsquellen zu beobachten. Im Gegensatz zur Olfaktometrie mit menschlichen Testriechern, die nur Stichprobenmessungen machen kann, ist mit einem sorgfältig auf den Einsatz abgestimmten Geruchsmesssystem eine Dauerüberwachung möglich. Sinnvoll ist dies bei problematischen Geruchsquellen, wie Industrieanlagen, Klärtechnik und Entsorgungswirtschaft. Hier kann mit der kontinuierlichen Überwachung ein Beitrag zum Schutz der Anwohnerschaft erreicht werden.
Die erste großtechnische Anwendung der kontinuierlichen Geruchsüberwachung findet sich bei Automobilen der gehobenen Klasse. Es handelt sich um die Lüfterklappensteuerung, die – bei Stau oder Tunnelfahrten – automatisch die Zuluft absperrt, wenn Abgase angesaugt werden. Im eigentlichen Sinne werden jedoch nicht Geruchsstoffe gemessen, sondern Verhältnisse der Indikatorgase, wie CO und NOx. Das System ist daher auch nur für diese Anwendung einsetzbar.
Ein weiteres Einsatzfeld der Elektronischen Nase ist die Qualitätsüberwachung. Lebens- und Genussmittel können über Ausgasungen von Aromen und Parfüms und weiteren, auch geruchlosen Komponenten charakterisiert werden. Immer, wenn eine gleichbleibende Produktzusammensetzung gefordert ist, können hier Elektronische Nasen eingesetzt werden, die besonders zur Feststellung einer gleich bleibenden Zusammensetzung dieser Ausgasungen geeignet sind.
Auch zum Nachweis des Gebrauchs von Cannabisprodukten können elektronische Nasen inzwischen eingesetzt werden.